# Orchestre d'anches simples
Un orchestre d'anches simples est un orchestre à vent composé essentiellement de clarinettes et saxophones. C'est la réunion d'un ensemble de clarinettes et d'un ensemble de saxophones.

## Composition de l'orchestre
Un orchestre d'anches simples est composé de :
- clarinettes,
- saxophones,
- éventuellement : contrebasse à cordes, percussion.

## Acoustique

### Timbres
Les saxophones sont des instruments doux (instruments à vent de forme conique), qui favorisent les harmoniques paires, c'est-à-dire les termes de rang pair dans le développement du signal sonore en série de Fourier.
Les clarinettes sont des instruments clairs (instruments à vent de forme cylindrique), qui favorisent les harmoniques impaires.
En théorie, l'assemblage des deux familles d'instruments permet d'approcher n'importe quel timbre d'instrument de musique.

### Équilibre
Étant donné la différence de rendement acoustique entre les deux familles d'instruments, pour un bon équilibre acoustique il faut environ deux à trois clarinettes pour un saxophone, comme dans les exemples de la section  Historique.

## Historique

### Orchestre d'anches de Paris
Le premier orchestre d'anches simples semble avoir été l'Orchestre d'anches de Paris, à partir des années 1970. Il a été fondé et dirigé par Robert Truillard, qui a composé et orchestré pour cette formation. L'Orchestre d'anches de Paris comportait des membres de l'Orchestre de la Garde républicaine, c'est-à-dire des musiciens de niveau international. L'Orchestre d'anches de Paris a publié deux disques 33 tr/min. Le deuxième volume comporte une notice de Pierre-Marcel Ondher. Un Orchestre de d'anches de Paris a été recréé au XXIe siècle et a publié un disque compact.
Le premier disque microsillon (1971) comporte :
- deux petites clarinettes : Marcel Naulais, Jean Keller,
- neuf grandes clarinettes : Robert Costarini, Roger Wartelle, Paul Testa, Robert Bernier, Michel Bricquet, Paul Landi, Gilbert Monier, Gil Honorat, Jacques Ysebaert,
- deux clarinettes basses : André Faure, Marcel Defrance,
- deux saxophones altos : Michel Nouaux, André Beun,
- un saxophone ténor : Bernard Beaufreton,
- un saxophone baryton : Georges Porte,
- une contrebasse à corde : Jacques Beaufour,
- une batterie : Jean Garon.

Le deuxième disque comporte avec les mêmes musiciens :
- deux petites clarinettes,
- huit grandes clarinettes,
- deux clarinettes basses,
- une clarinette contrebasse : Paul Landi (ou peut-être une clarinette contralto ?),
- deux saxophones altos,
- un saxophone ténor,
- un saxophone baryton,
- une contrebasse à corde,
- une batterie.

Un disque microsillon de la Musique de la Garde républicaine de l'époque comporte tous ces musiciens à l'exception de Jean Garon.

### East anglian single reed choir
Le chœur d'anches simples est-anglien existe depuis janvier 2000. L'orchestre comporte exclusivement des clarinettes et des saxophones. Les clarinettes utilisées vont de la petite soprano à la contrebasse et les saxophones du soprano au basse. La disposition a d'abord été : graves côté cour, clarinettes aiguës côté jardin, saxophones aigus derrière ; ensuite : graves derrière et saxophones aigus sur le côté. Un CD a été produit.

### London single reeds
L'orchestre Anches simples de Londres existe depuis 2004. Il a une composition similaire à l'East anglian single reed choir. Les photographies montrent les saxophones derrière, les clarinettes aiguës côté jardin, les clarinettes graves côté cour.

### Orchestre d'anches Calamus
Dans le Nord-Pas-de-Calais, un orchestre existe depuis 2007 sur ce modèle : l'Orchestre d'anches Calamus. Des partitions ont été publiées pour cette formation. Cet orchestre comporte des musiciens de niveau professionnel et de bons amateurs. Il se proclame de niveau semi-professionnel. Le répertoire de l'Orchestre d'anches Calamus est proche de celui de l'Orchestre d'anches de Paris. La composition de l'orchestre est aussi très proche. Son premier directeur Michel Nowak a publié des plages des disques 33 tr/min de l'Orchestre d'anches de Paris sur internet. L'Orchestre Calamus a produit des concerts avec les clarinettistes solistes Guy Dangain, Jacques Merrer, Didier Leleu, Thibaut Bétrancourt ; avec les saxophonistes solistes Daniel Gremelle, Michel Supéra, Grégory Letombe.

### Compagnie des anches de Sologne
Dans la région Centre, un orchestre a été créé en 2018 sur le même modèle avec des musiciens amateurs du Loiret et du Loir-et-Cher : la Compagnie des anches de Sologne. La composition de l'orchestre est légèrement différente : clarinettes depuis la piccolo (ou petite sopranino) jusqu'à la contrebasse, y compris alto et contralto ; saxophones du soprano au basse. Il y a environ deux clarinettes pour un saxophone. Il n'y a ni contrebasse à corde ni percussion. L'orchestre joue un répertoire moins exigeant techniquement que les précédents. Tous les styles et toutes les époques sont utilisés. Les morceaux écrits pour instruments de musique électronique mettent en valeur les instruments de registre grave et extrême grave.

## Disposition des différentspupitres

### Principes
Séparer sur scène les clarinettes des saxophones permet de jouer avec un effet spatial à la fois dans l'opposition des timbres et dans la fusion des timbres.

### Exemples
La seule photo que l'on trouve sur internet de l'Orchestre d'anches de Paris est prise en studio d'enregistrement : les clarinettes aiguës sont côté jardin, les saxophones côté cour et la section rythmique avec les clarinettes graves derrière les saxophones. Cette disposition est héritée de l'orchestre symphonique et des orchestres d'harmonie.
L'Orchestre d'anches Calamus reprend une disposition proche : clarinettes aiguës côté jardin, clarinettes basses au centre, saxophones côté cour. La section rythmique est derrière les instruments à vent.
La Compagnie des anches de Sologne reprend la disposition clarinettes côté jardin et saxophones côté cour, en essayant de tirer parti du contraste de timbres plus marqué dans l'aigu. Les instruments sont placés sur deux rangs, les plus graves derrière. À l'intérieur de chaque rang, les plus graves sont vers le centre et les plus aigus vers le bord.